# Baslieux-lès-Fismes
Baslieux-lès-Fismes é uma comuna francesa na região administrativa do Grande Leste, no departamento de Marne. Estende-se por uma área de 5.62 km², e possui 332 habitantes, segundo o censo de 2018, com uma densidade de 59 hab/km².